# Séance de lutte

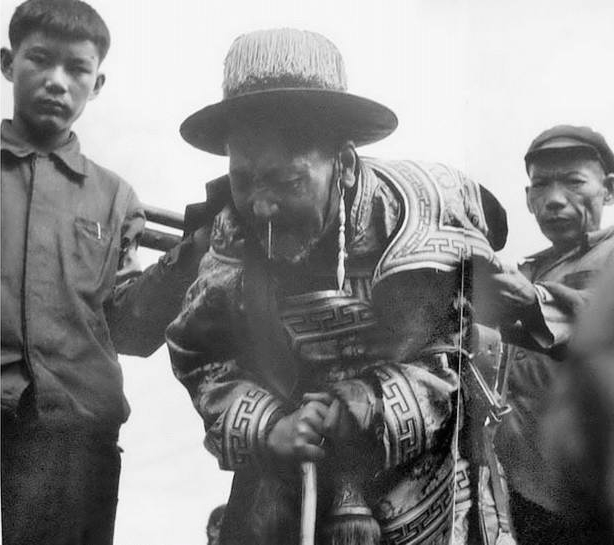
Séance de lutte de Sampho Tsewang Rigzin.

La séance de lutte (chinois simplifié : 批斗大会 ; chinois traditionnel : 批鬥大會 ; pinyin : pīdòu dàhuì ; litt. « assemblée de critique par la lutte ») ou encore : jiǎntǎo[Quoi ?] (tibétain འཐབ་འཛིང་, Wylie : ‘thab-‘dzing, THL : thamzing, dialecte de Lhassa API : tʰʌ́msiŋ) est une séance d'autocritique et de critique publique imposée par les maoïstes chinois à certains de leurs prisonniers sous le régime de Mao Zedong, principalement pendant la révolution culturelle, jusqu'à sa fin, en 1978. L'objectif était de réformer la pensée ou d'humilier. Le terme séance de lutte ou de dénonciation est aussi utilisé,,,,,,,,,.
La victime devait y avouer ses fautes (prétendues ou avérées) devant d'autres prisonniers qui l'accusaient, l'insultaient et la frappaient. La famille, parents et enfants, les amis pouvaient être obligés d'y participer en critiquant la victime. Cette torture pouvait durer des semaines et conduire au suicide,,.

## Histoire
L'origine vient de la volonté d'autocritique, lors de la révolution russe, dans les années 1920, et de la lutte des classes, afin d'éliminer toute trace de contre-révolution.
L'écrivain chinois Youqin Wang indique que la majorité des victimes pendant la Révolution culturelle trouvèrent la mort sur leur lieu de vie et non dans des camps. Il s'agissait de séances de lutte et ces assassinats permettaient d'« obtenir la soumission de la population par la terreur ».
Après la fuite de Tenzin Gyatso, le 14e dalaï-lama, en mars 1959, le thamzing est introduit à Lhassa, capitale du Tibet.

## Sources et déroulement
Palden Gyatso né en 1933 est un moine tibétain qui fait, dans un livre Le Feu sous la neige, la description de séances de thamzing qu'il rapporte avoir subies pendant ses 33 années de détention.
Le Tibétain Shiwo Lobsang Dhargye indique que les prisonniers sont battus et forcés à rester debout et inclinés en avant pendant des heures. Au cours de ces séances, beaucoup sont morts.
Jacques Andrieu, chargé de recherches au CNRS, indique trois cas où à l'issue de séances de lutte, des actes de cannibalisme furent pratiqués par des Gardes rouges dans la province du Guangxi.

## Personnalités victimes des séances de lutte

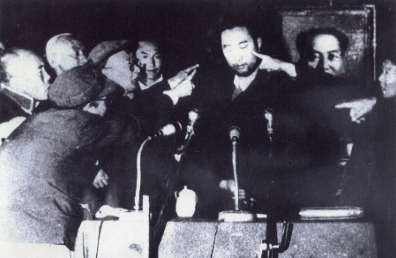
Le panchen-lama lors d'une séance de lutte en 1964.

Les représentants de l'ancien clergé et de l'ancienne bourgeoisie étaient les premiers visés.
- Choekyi Gyaltsen (1938-1989), le 10e panchen-lama du Tibet, subit en 1964 une séance de thamzing pendant 50 jours, à la suite de ses critiques émises dans la pétition en 70 000 caractères, comme l'indique la tibétologue Françoise Pommaret[19]. Du 18 septembre au 4 novembre 1964, il fut violemment critiqué pour ses prises de position lors d'un procès au 7e congrès du « Comité préparatoire à l'établissement de la Région autonome du Tibet ». Ce procès se transforma en séances de thamzing qui durèrent 50 jours[20]. Il fut démis de ses fonctions de président par intérim du Comité, et emprisonné[21]. Selon Tibet Information Network : « Il resta quatorze ans en détention, dont neuf ans et huit mois en prison à Pékin, et le reste sous une forme de résidence surveillée. De temps en temps, il était sorti de prison pour des séances de thamzing massives dans des stades de Pékin où il était humilié devant des milliers de gens. Le plus infâme fut quand en 1966, on persuada sa belle-sœur de l'accuser de l'avoir violée, et son jeune frère le battit pour cette offense probablement inventée[22] ». Les conditions de détention du panchen-lama le conduisirent à une tentative de suicide[23].
- Robert W. Ford, un opérateur radio britannique qui travailla au Tibet dans les années 1950, fut arrêté par l'armée chinoise et soumis à des interrogatoires et une réforme de la pensée pendant cinq ans dans les prisons chinoises. Il décrit son expérience au Tibet dans un livre où il analyse la méthode chinoise de réforme de la pensée[24].
- Liu Shaoqi, ancien dirigeant du parti communiste chinois : selon Louis-Jean Duclos, Liu Shaoqi fut soumis à une première autocritique le 23 octobre 1966 puis subit des séances de lutte au sein de Zhongnanhai, à proximité du pavillon de Mao Zedong. Il fut ultérieurement transféré dans une prison de Kaîfeng, où il décéda le 12 novembre 1969 des suites de mauvais traitements[25].
- Ribur Rinpoché fut soumis, durant la révolution culturelle, à 35 « séances de lutte » devant 30 à 400 personnes attroupées. En général le soir, entre 20 h et 23 h après le travail, il devait porter un long chapeau pointu et sa robe de moine, pour signifier sa mauvaise classe. On lui collait toutes sortes de badges et d'objets religieux pour le ridiculiser, et il était promené dans le marché de Lhassa, au son des trompettes, des gongs, et des quolibets des gardes rouges. Son accusateur, un Chinois du nom de Guo Xianzhi, chef du district de Lhassa, l'accusait de contacts secrets avec le dalaï-lama, des « réactionnaires étrangers », et de vouloir créer un mouvement pour l'indépendance du Tibet. Il devait apparaître au public, les mains posées au sol, tête baissée, et était alors battu et critiqué. Il reçut un jour un coup de crosse de fusil sur l'oreille droite, et n'entend plus très bien depuis[26].
- Xu Shiyou, général et cadre dirigeant du parti communiste chinois[27].